# Campestre da Serra

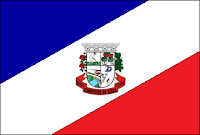
Bandera del municipio de Campestre da Serra.

Campestre da Serra es un municipio brasilero del estado de Rio Grande do Sul.
Se encuentra ubicado a una latitud de 28º47'41" Sur y una longitud de 51º05'34" Oeste y está a una altitud de 770 metros sobre el nivel del mar. Su población estimada para el año 2004 era de 3.229 habitantes.
Ocupa una superficie de 5399,1 km².
- Datos: Q1031008
- Multimedia: Campestre da Serra / Q1031008